# Ишкартынский сельсовет
Ишкартынский сельсовет — административно-территориальная единица и муниципальное образование со статусом сельского поселения в Буйнакском районе Дагестана Российской Федерации.
Административный центр — село Нижнее Ишкарты.

## Население
| 2002  | 2010  | 2012  | 2013  | 2014  | 2015  | 2016  |
| ----- | ----- | ----- | ----- | ----- | ----- | ----- |
| 1227  | ↗1376 | ↗1392 | ↗1419 | ↗1457 | ↗1478 | ↘1473 |
| 2017  | 2018  | 2019  | 2020  | 2021  | 2023  | 2024  |
| →1473 | ↗1480 | ↘1475 | ↗1488 | ↘1385 | ↗1397 | ↗1401 |
| 2025  |       |       |       |       |       |       |
| ↗1407 |       |       |       |       |       |       |

## Состав
| № | Населённый пункт | Тип населённого пункта       | Население |
| - | ---------------- | ---------------------------- | --------- |
| 1 | Верхнее Ишкарты  | село                         | ↗468      |
| 2 | Нижнее Ишкарты   | село, административный центр | ↘917      |